# Geaune
Geaune (Gèuna, en occitan,, est une commune du Sud-Ouest de la France, située dans le département des Landes (région Nouvelle-Aquitaine).

## Géographie

### Localisation
Commune située dans le Tursan, dans le vignoble du même nom.

### Communes limitrophes
Les communes limitrophes sont  Castelnau-Tursan, Clèdes, Mauries, Payros-Cazautets, Pécorade et Sorbets.
| Castelnau-Tursan | Pécorade |         |
| Payros-Cazautets | Geaune   | Sorbets |
|                  | Clèdes   | Mauries |

### Hydrographie
Le Bas, affluent droit du Gabas, traverse les terres de la commune.

### Climat
Pour des articles plus généraux, voir Climat de la Nouvelle-Aquitaine et Climat des Landes.
Historiquement, la commune est exposée à un climat océanique aquitain.  
En 2020, Météo-France publie une typologie des climats de la France métropolitaine dans laquelle la commune est exposée à un climat océanique et est dans la région climatique Aquitaine, Gascogne, caractérisée par une pluviométrie abondante au printemps, modérée en automne, un faible ensoleillement au printemps, un été chaud (19,5 °C), des vents faibles, des brouillards fréquents en automne et en hiver et des orages fréquents en été (15 à 20 jours).
Pour la période 1971-2000, la température annuelle moyenne est de 13,3 °C, avec une amplitude thermique annuelle de 14,5 °C. Le cumul annuel moyen de précipitations est de 1 062 mm, avec 11,5 jours de précipitations en janvier et 7,6 jours en juillet. Pour la période 1991-2020, la température moyenne annuelle observée sur la station météorologique la plus proche, située sur la commune de Bahus-Soubiran à 4 km à vol d'oiseau, est de 13,9 °C et le cumul annuel moyen de précipitations est de 1 034,0 mm,. Pour l'avenir, les paramètres climatiques de la commune estimés pour 2050 selon différents scénarios d’émission de gaz à effet de serre sont consultables sur un site dédié publié par Météo-France en novembre 2022.

## Urbanisme

### Typologie
Au 1er janvier 2024, Geaune est catégorisée bourg rural, selon la nouvelle grille communale de densité à sept niveaux définie par l'Insee en 2022.
Elle est située hors unité urbaine et hors attraction des villes,.

### Occupation des sols

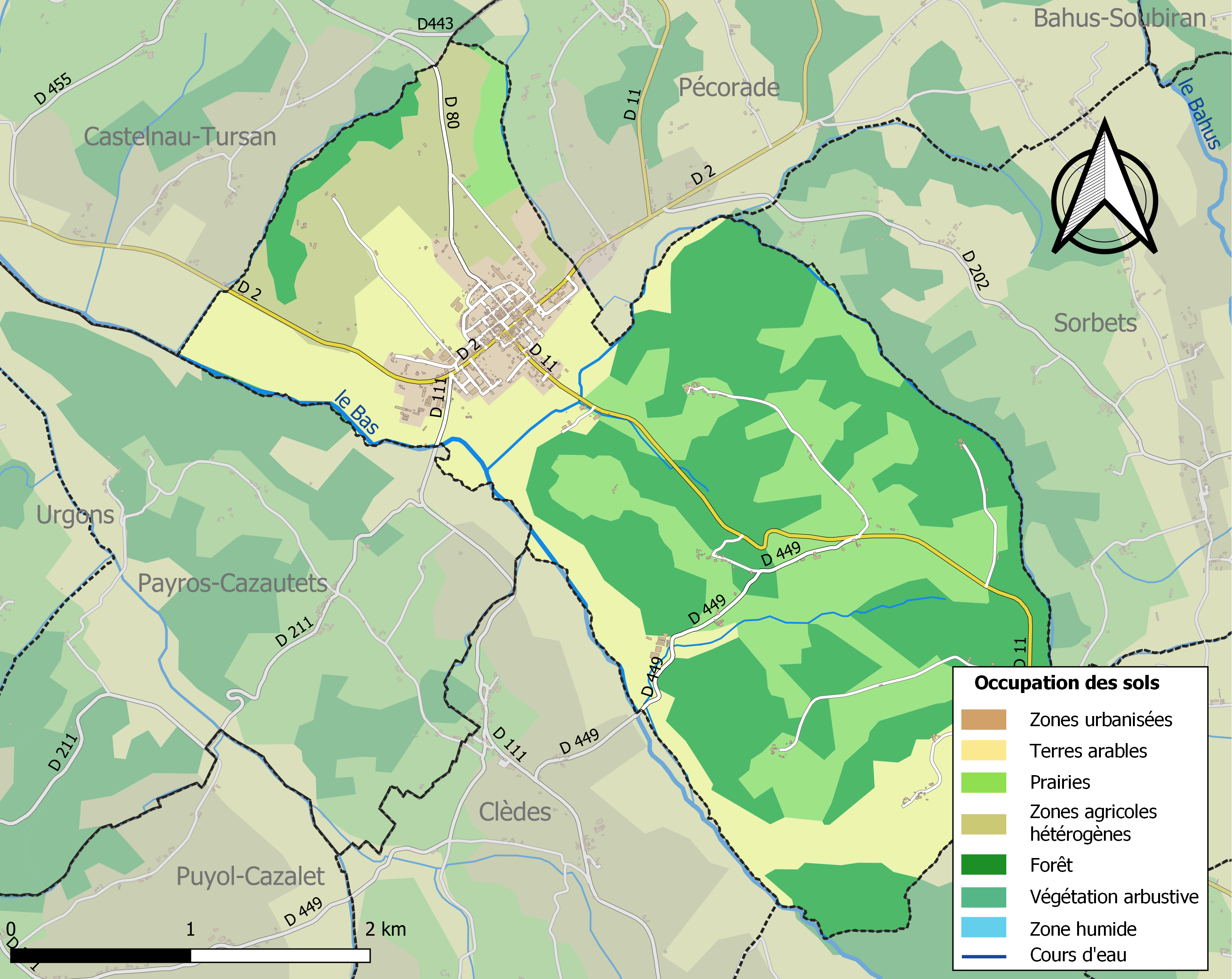
Carte des infrastructures et de l'occupation des sols de la commune en 2018 (CLC).

L'occupation des sols de la commune, telle qu'elle ressort de la base de données européenne d’occupation biophysique des sols Corine Land Cover (CLC), est marquée par l'importance des territoires agricoles (56,4 % en 2018), une proportion sensiblement équivalente à celle de 1990 (56,9 %). La répartition détaillée en 2018 est la suivante : forêts (38,3 %), terres arables (23,3 %), prairies (23,2 %), zones agricoles hétérogènes (9,9 %), zones urbanisées (5,3 %). L'évolution de l’occupation des sols de la commune et de ses infrastructures peut être observée sur les différentes représentations cartographiques du territoire : la carte de Cassini (XVIIIe siècle), la carte d'état-major (1820-1866) et les cartes ou photos aériennes de l'IGN pour la période actuelle (1950 à aujourd'hui).

### Risques majeurs
Le territoire de la commune de Geaune est vulnérable à différents aléas naturels : météorologiques (tempête, orage, neige, grand froid, canicule ou sécheresse), mouvements de terrains et séisme (sismicité faible). Il est également exposé à un risque technologique, le transport de matières dangereuses. Un site publié par le BRGM permet d'évaluer simplement et rapidement les risques d'un bien localisé soit par son adresse soit par le numéro de sa parcelle.

#### Risques naturels
Les mouvements de terrains susceptibles de se produire sur la commune sont des affaissements et effondrements liés aux cavités souterraines (hors mines) et des tassements différentiels. Par ailleurs, afin de mieux appréhender le risque d’affaissement de terrain, un inventaire national permet de localiser les éventuelles cavités souterraines sur la commune.

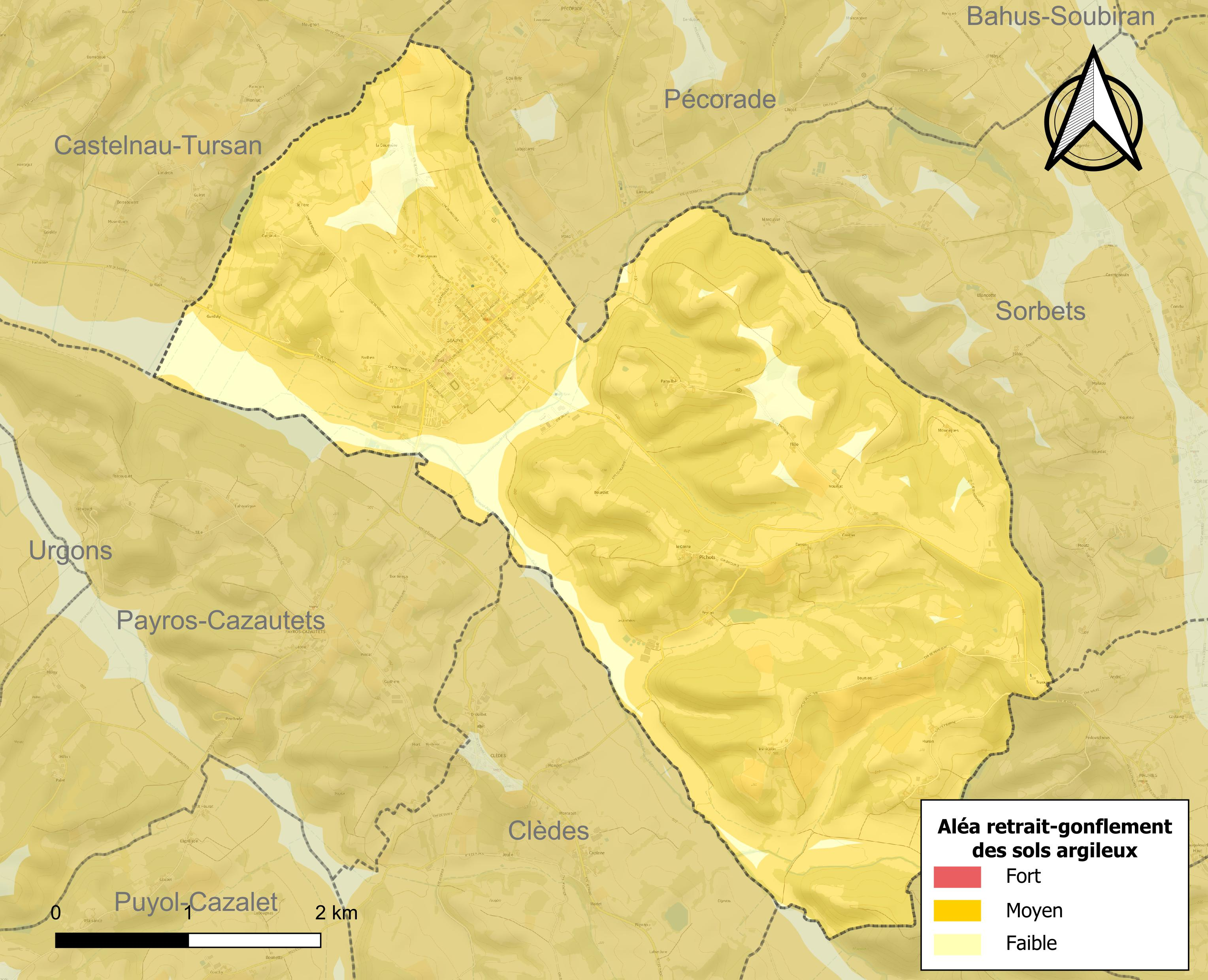
Carte des zones d'aléa retrait-gonflement des sols argileux de Geaune.

Le retrait-gonflement des sols argileux est susceptible d'engendrer des dommages importants aux bâtiments en cas d’alternance de périodes de sécheresse et de pluie. 92,3 % de la superficie communale est en aléa moyen ou fort (19,2 % au niveau départemental et 48,5 % au niveau national). Sur les 321 bâtiments dénombrés sur la commune en 2019, 320 sont en aléa moyen ou fort, soit 100 %, à comparer aux 17 % au niveau départemental et 54 % au niveau national. Une cartographie de l'exposition du territoire national au retrait gonflement des sols argileux est disponible sur le site du BRGM,.
La commune a été reconnue en état de catastrophe naturelle au titre des dommages causés par les inondations et coulées de boue survenues en 1989, 1991, 1992, 1999 et 2009, par la sécheresse en 1989 et 1991 et par des mouvements de terrain en 1999.

#### Risques technologiques
Le risque de transport de matières dangereuses sur la commune est lié à sa traversée par une ou des infrastructures routières ou ferroviaires importantes ou la présence d'une canalisation de transport d'hydrocarbures. Un accident se produisant sur de telles infrastructures est susceptible d’avoir des effets graves sur les biens, les personnes ou l'environnement, selon la nature du matériau transporté. Des dispositions d’urbanisme peuvent être préconisées en conséquence.

## Toponymie
L'origine du nom de la ville de Geaune vient de Gênes (Genoa, Gèuna en Gascon), ville italienne (en latin Genua) d´où le sénéchal était originaire,. Le nom gascon procède d'une métathèse : Genua > Gèuna [jɛwnə],.

## Histoire
La bastide, alors possession des Plantagenêt, est fondée en 1318 par le sénéchal Antonio di Pesagno, qui passa un acte de paréage avec le seigneur local Pierre de Castelnau,.
Conçue sur le modèle gascon, la ville est découpée en un échiquier de 25 carrés identiques, dont le centre est occupé par la place publique carrée ; l’église est en retrait. Les quatre entrées de la ville (nord, sud, est et ouest) correspondaient aux quatre anciennes portes.
En 1338, le comte de Foix Gaston II de Foix-Béarn conquit Geaune, probablement sans bataille, au nom du roi de France et y installa une garnison. Les troupes du roi d´Angleterre reprirent la ville en 1352, après un siège et d´importantes destructions, puisque les portes sont rasées en même temps que murailles, tours, forteresses et pont-levis. Ces fortifications ne furent jamais reconstruites en totalité mais remplacée par des clôtures de bois. Les fossés subsistèrent cependant jusqu´au XVIIIe siècle.
La ville repassa par la suite au roi de France qui en confia ses droits seigneuriaux aux comtes de Foix, tandis que les Castelnau et leurs descendants conservèrent leurs droits sur la seigneurie (élevée au rang de marquisat en 1619) jusqu´à la Révolution.
Elle faisait partie de l'arrondissement de Saint-Sever.

## Politique et administration
| Période                                  | Période  | Identité            | Étiquette                         | Qualité                                                         |
| ---------------------------------------- | -------- | ------------------- | --------------------------------- | --------------------------------------------------------------- |
| 1947                                     | 1983     | Raymond Lafenêtre   | MRP puis CD puis CDP puis UDF-CDS | Entrepreneur Conseiller général du canton de Geaune (1955-1979) |
| 1983                                     | 1990     | Robert Ducamp       | PS                                |                                                                 |
| 1990                                     | 2008     | Jean-François Monet | DVG                               | Médecin généraliste                                             |
| 2008                                     | En cours | Gilles Couture      | PS                                | Instituteur, Conseiller général du canton de Geaune (2004-2015) |
| Les données manquantes sont à compléter. |          |                     |                                   |                                                                 |

### Jumelages
- Village-Neuf (France)[27]
- Ablitas (Espagne) depuis 1999[27]

## Démographie
| 1793  | 1800 | 1806 | 1821 | 1831  | 1836 | 1841 | 1846 | 1851 |
| ----- | ---- | ---- | ---- | ----- | ---- | ---- | ---- | ---- |
| 1 500 | 788  | 847  | 927  | 1 045 | 976  | 865  | 919  | 906  |

| 1856 | 1861 | 1866 | 1872 | 1876 | 1881 | 1886 | 1891 | 1896 |
| ---- | ---- | ---- | ---- | ---- | ---- | ---- | ---- | ---- |
| 923  | 872  | 817  | 779  | 767  | 768  | 733  | 680  | 651  |

| 1901 | 1906 | 1911 | 1921 | 1926 | 1931 | 1936 | 1946 | 1954 |
| ---- | ---- | ---- | ---- | ---- | ---- | ---- | ---- | ---- |
| 673  | 689  | 660  | 629  | 629  | 608  | 577  | 553  | 529  |

| 1962 | 1968 | 1975 | 1982 | 1990 | 1999 | 2005 | 2006 | 2010 |
| ---- | ---- | ---- | ---- | ---- | ---- | ---- | ---- | ---- |
| 547  | 599  | 655  | 697  | 723  | 660  | 716  | 732  | 730  |

| 2015 | 2020 | 2022 | - | - | - | - | - | - |
| ---- | ---- | ---- | - | - | - | - | - | - |
| 676  | 750  | 763  | - | - | - | - | - | - |

## Vie locale
Il existe dans la commune plusieurs associations sportives ou culturelles comme l'ACLET (Association Culture et Loisirs En Tursan) par exemple, qui possède de nombreuses sections : 
- le judo pour les enfants,
- la gymnastique d'entretien et le yoga,
- les cours de gascon pour adultes et ados[32],
- le soutien scolaire aux collégiens et lycéens,
- ainsi que l'organisation d'événementiels festifs.

Il existe également à Geaune Les aînés amis de la Bastide, une association du troisième âge, une association pour la chasse, une association de parents d'élèves, une association des commerçants, le comité de jumelage, etc..

## Culture locale et patrimoine

### Lieux et monuments
- Bastide de style gascon, comprenant 24 îlots, une place carrée au centre entourée de trois couvents intacts.
- La tour des Augustins[34] est le principal vestige du couvent des Augustins de Geaune, fondé en 1401 à l´initiative des seigneurs de Castelnau, cofondateurs de la ville. La guerre de Cent Ans retarde probablement la fin des travaux puisque la célébration de la dédicace de l'église n´a lieu que le 17 juin 1490. Cette église devient la nécropole de la famille de Castelnau, qui embrasse la religion protestante au XVIe siècle. C´est pourquoi l´église est respectée par les troupes protestantes durant les guerres de Religion, et en particulier en 1569, contrairement aux bâtiments conventuels. La Révolution est en revanche fatale à l´abbaye : l´ensemble du couvent et de l´église est largement démoli. Vers 1815, le curé Lamarque obtient une autorisation pour nettoyer les ruines et y construire une salle d´école, nouvelle affectation qui perdure encore aujourd´hui.
- L'église Saint-Jean-Baptiste de Geaune[35], de style gothique languedocien, et sa tour clocher du XVe siècle.
- Arènes originales par les platanes qui la bordent.

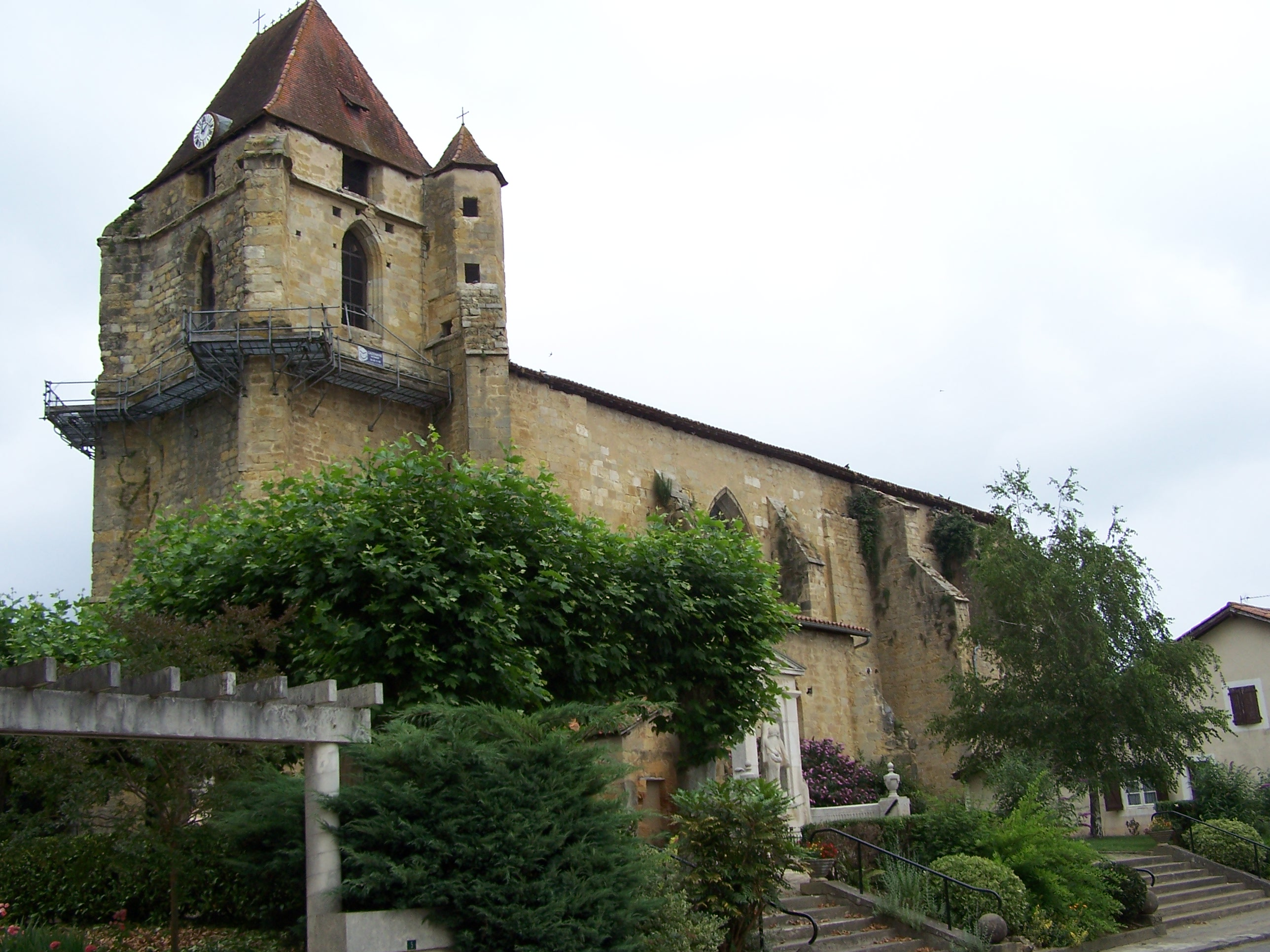
L'église, côté sud.
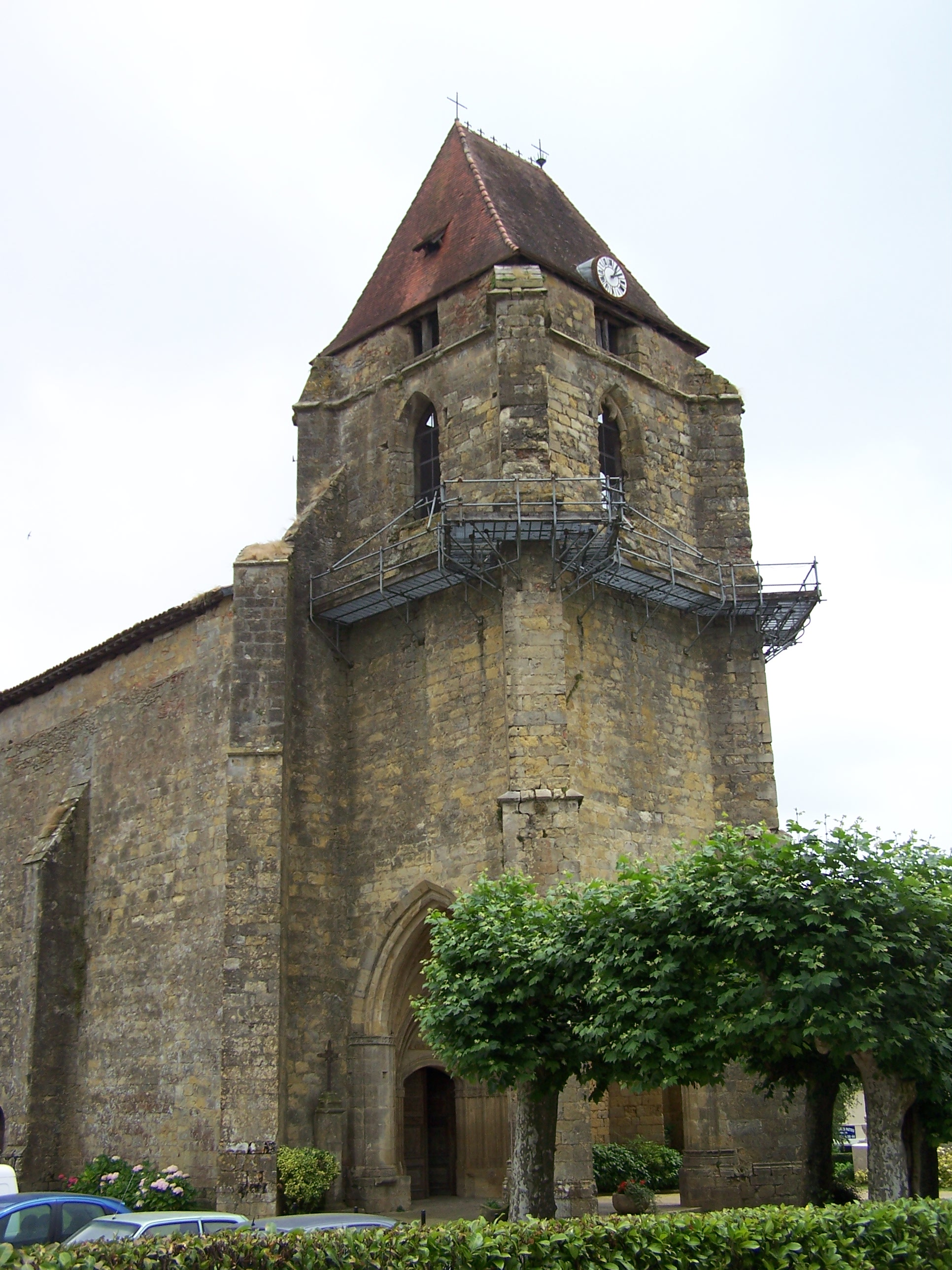
L'église, côté nord.
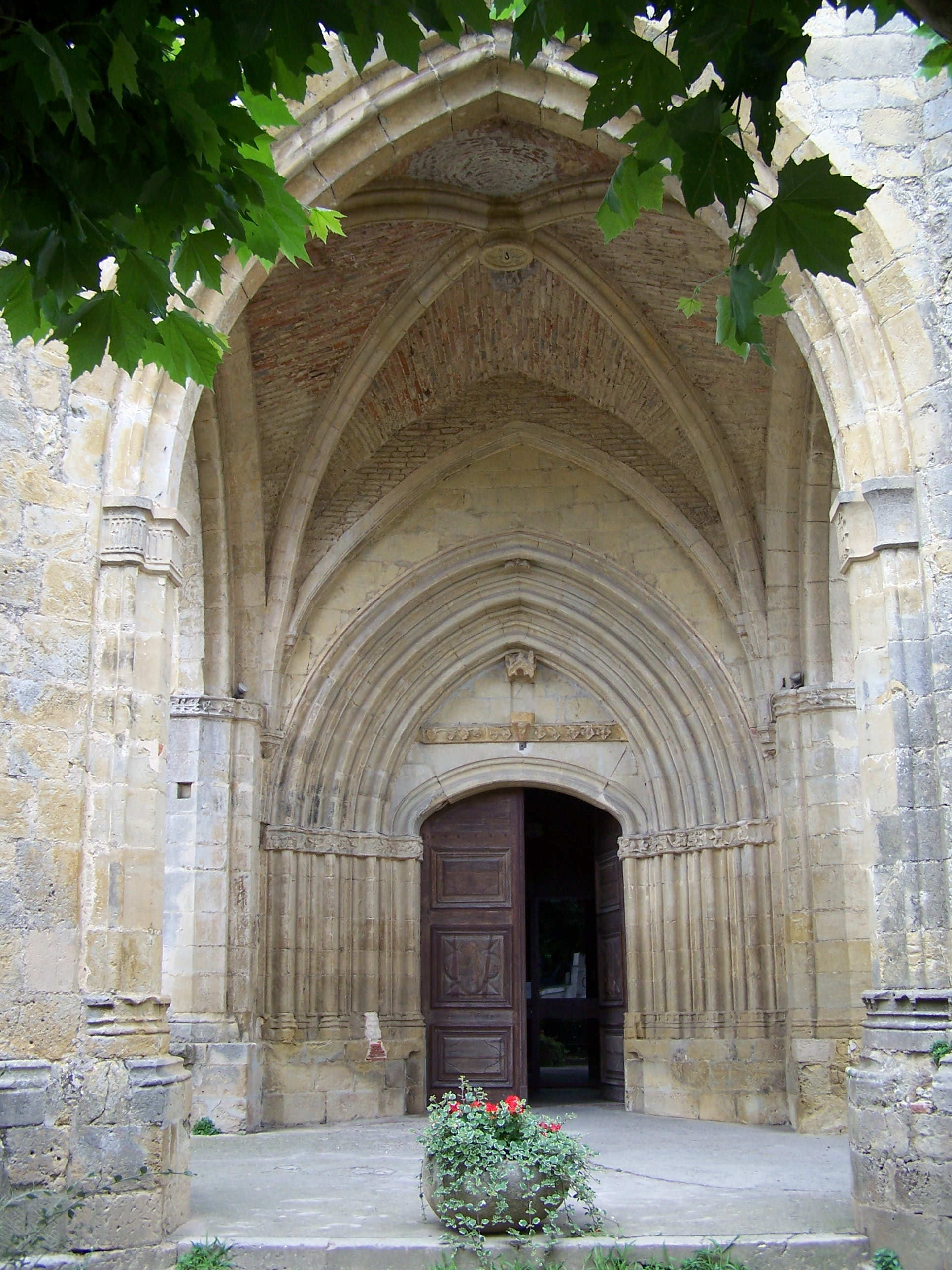
Le porche de l'église, côté ouest.
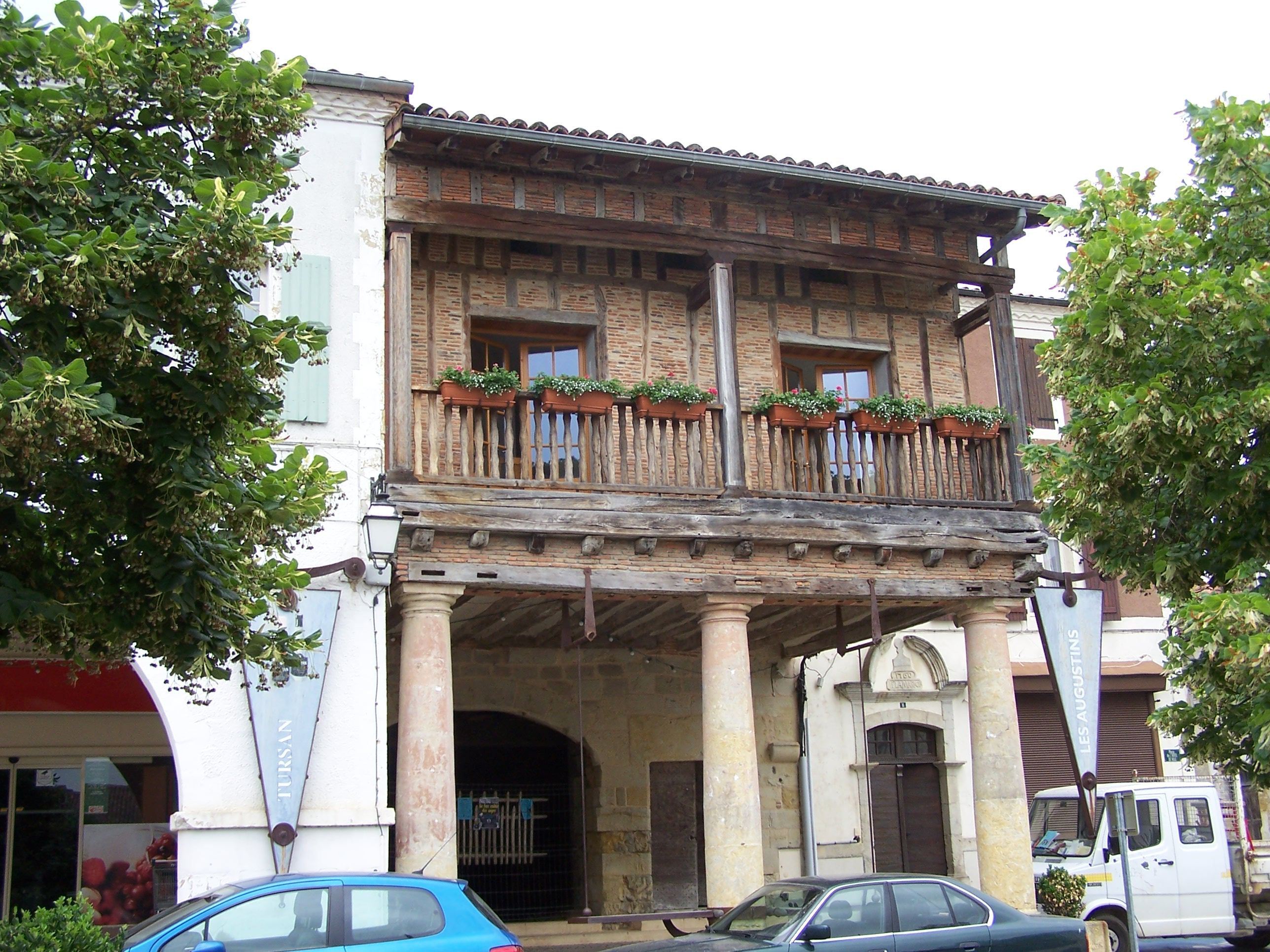
Vieille maison à colombages sur la place de la Mairie.
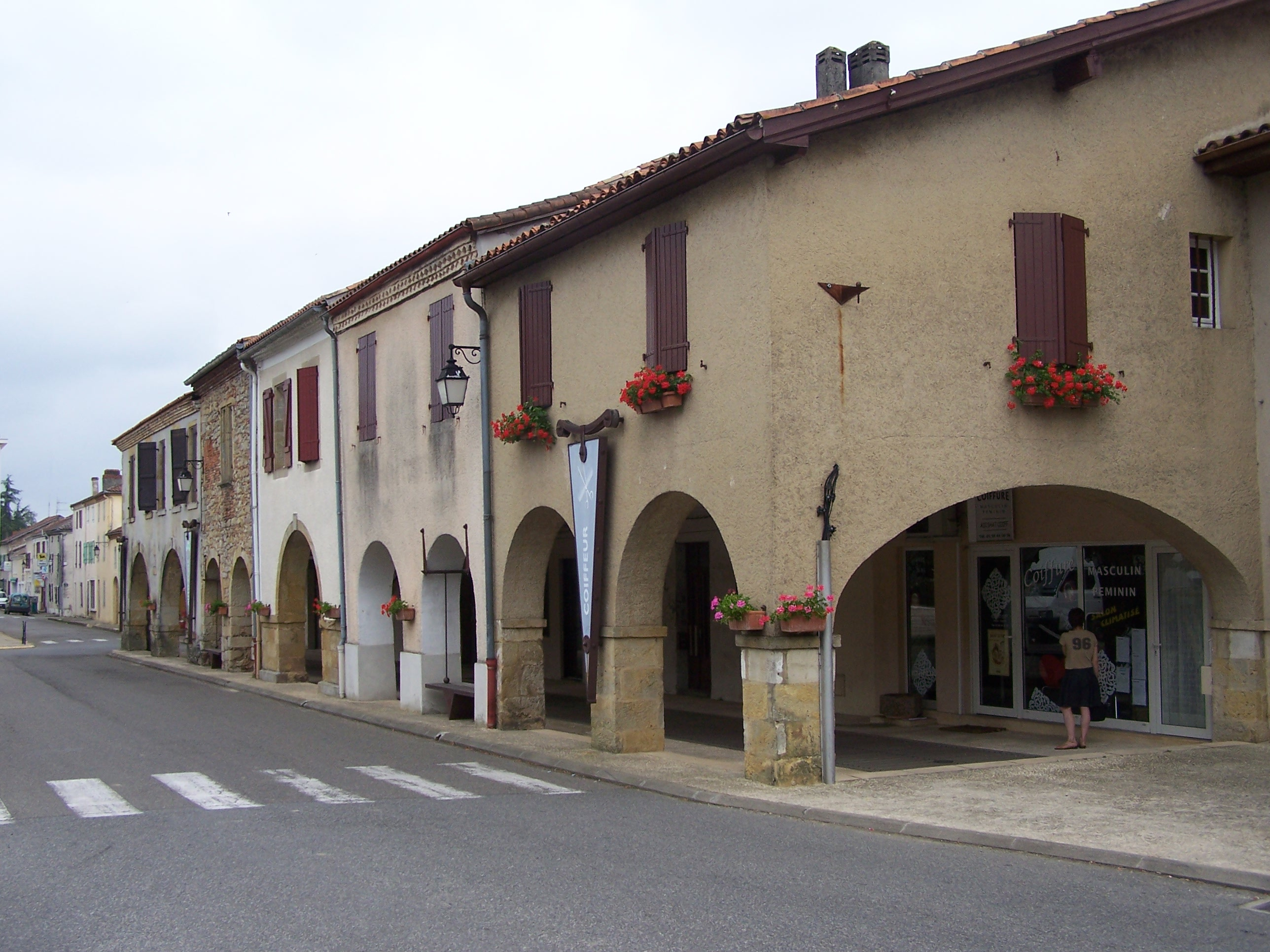
Arcades sur la place de la Mairie.
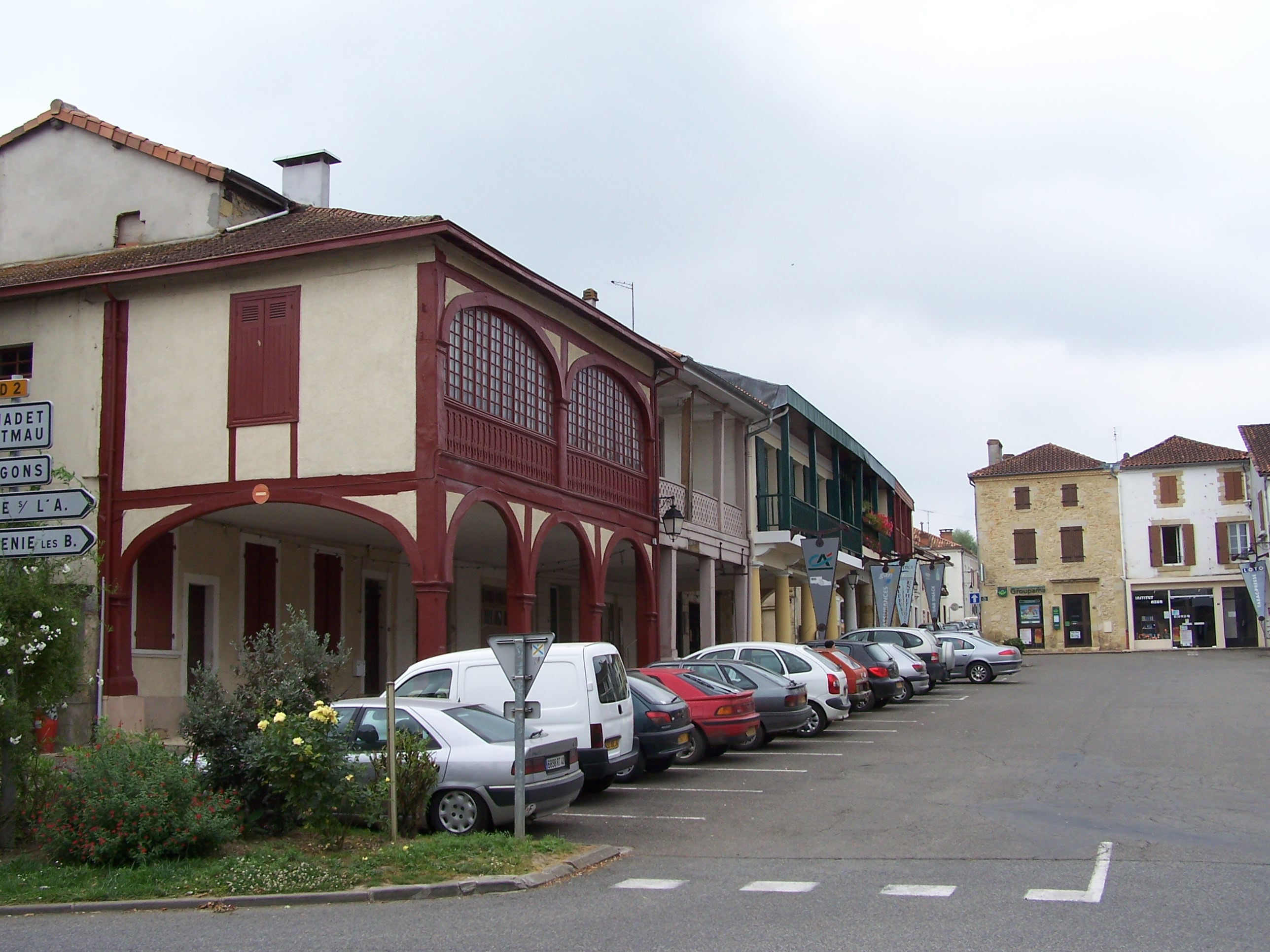
Arcades sur la place de la Mairie.
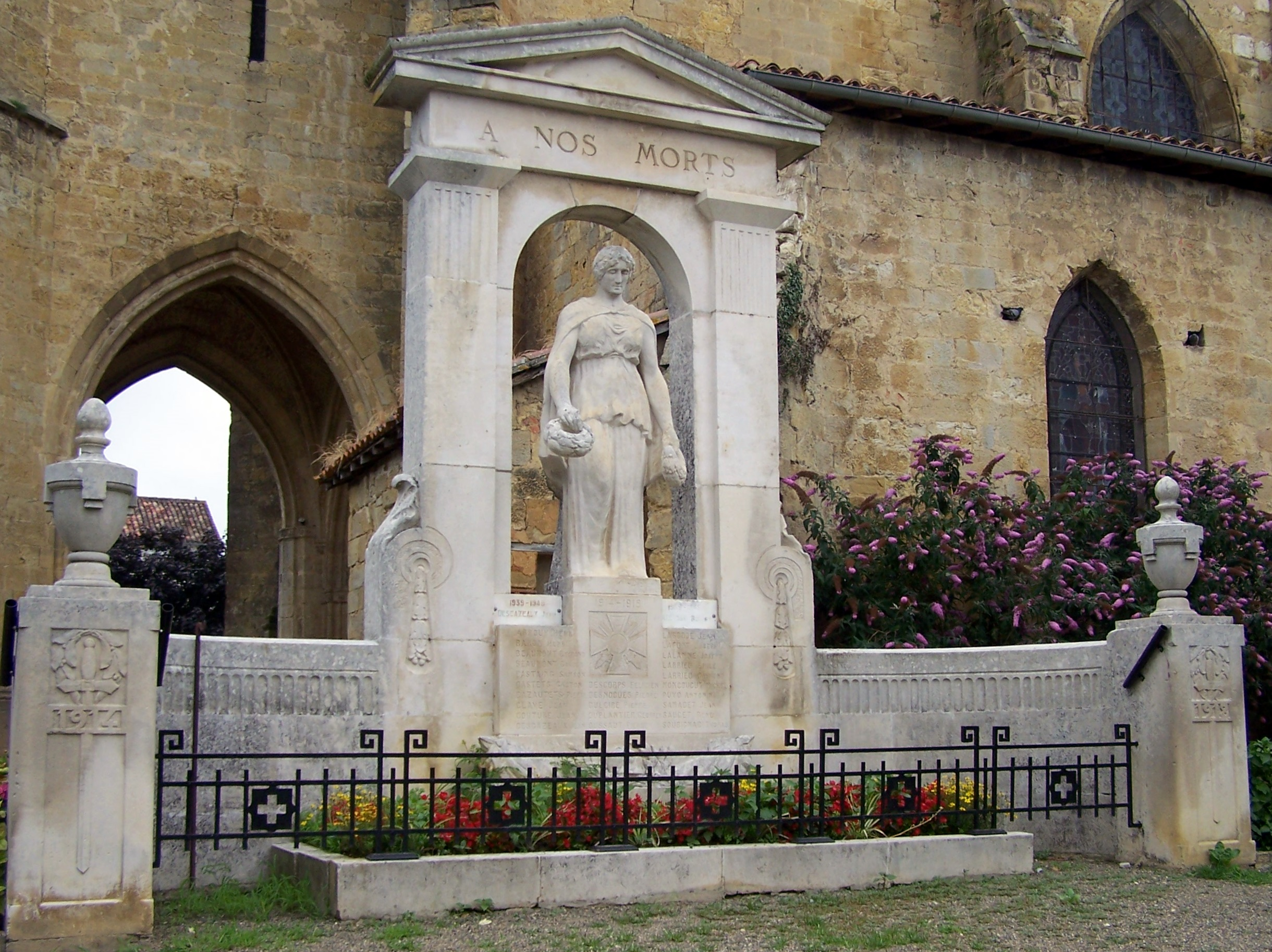
Le monument aux morts devant l'église.

### Héraldique
| Blason | Blasonnement : D’azur à trois fleurs de lis d’or,. |